# Maurice Janet
Maurice Janet (Grenoble, 24 ottobre 1888 – 12 novembre 1983) è stato un matematico francese.

## Carriera
Nel 1912, da studente, visitò Gottinga. Fu professore presso l'Università di Caen. In seguito, fu nominato Speaker dell'ICM nel 1924 a Toronto, nel 1932 a Zurigo e nel 1936 a Oslo.
Nel 1948 fu presidente della Société Mathématique de France. Inoltre, era un amico stretto del matematico Ernest Vessiot.

## Opere

### Articoli
- Les systèmes d'équations aux dérivées partielles[collegamento interrotto], Journal de mathématiques pures et appliquées  8 ser., t. 3 (1920), pages 65–123.
- Les modules de formes algébriques et la théorie générale des systèmes différentiels (PDF), in Annales scientifiques de l'É.N.S., series 3, vol. 41, 1924,  pp. 27-65.
- Sur la possibilité de plonger un espace riemannien donné dans un espace euclidien (PDF), in Annales de la Société Polonaise de Mathématique, vol. 5, 1926.
- Les systèmes d'équations aux dérivées partielles. (PDF), in Mémorial des sciences mathématiques, vol. 21, 1927,  pp. 1-55.
- Les systèmes comprenant autant d'équations aux dérivées partielles que de fonctions inconnues. Caractéristiques singulières des systèmes normaux. Caractéristiques ordinaires des systèmes anormaux, in Journal de Mathématiques Pures et Appliquées, 1929,  pp. 339-352.

### Libri
- Leçons sur les systèmes d'équations aux dérivées partielles, 1929.[2]
- Équations intégrales et applications à certains problèmes de la physique mathématique, 1941.
- Précis de calcul matriciel et de calcul opérationnel, 1954.
- Compléments divers sur la transformation de Laplace et les équations aux dérivés partielles, 1955.
- Mécanique analytique et mécanique céleste. Sujets proposés aux examens écrits de 1954 à 1959, 1966.